# 福岡美容師バラバラ殺人事件
福岡美容師バラバラ殺人事件（ふくおかびようしバラバラさつじんじけん）とは、1994年（平成6年）3月3日に発覚した殺人事件。

## 事件の概要
1994年3月3日午前、熊本県玉名郡南関町の九州自動車道玉名パーキングエリアのゴミ箱から、切断された人間の左腕を清掃業の女性が発見した。同日、同じ九州自動車道の福岡県山門郡山川町（現・みやま市）の山川パーキングエリアでも右腕が発見された。翌4日には熊本市のJR熊本駅のコインロッカーから黒ビニール袋にくるまれた胴体部分が別の捜査で訪れていた警察官により発見、また前日に山川パーキングエリアで警察が回収していたゴミ袋から新たに左手首が発見された。警察は特徴やDNA鑑定から、これらの発見遺体は同一人物の物と断定した。
また犯人逮捕後には、自供により熊本県阿蘇郡阿蘇町（現・阿蘇市）乙姫の原野で両足が発見されているが、頭部と右手首、犯行に使用されたとみられる出刃包丁は現在も発見されていない。頭部はゴミ収集車に回収されたとみられている。

## 犯人・被害者
当初、被害者の身元がなかなか判明しなかったが、3月7日に家族の行方不明者捜索願により福岡市博多区内の美容室に勤める女性美容師（当時30歳）と判明した。被害者の交友関係により、被害者の上司であった女（当時38歳）が捜査線に浮上し、3月15日に逮捕された。逮捕の決め手は、遺棄されていた左手首を包んであった広告紙の配布範囲が犯人宅の周辺地域に限られ、少ない発行部数だったことや、犯人が遺体の運搬の際に通過した高速道路の通行券から犯人の指紋が検出されたことによる。
動機は犯人の女が自分と不倫していた男性と被害者との関係を一方的に邪推した末の犯行であった。
1999年9月3日、最高裁で殺人・死体損壊・死体遺棄の罪で懲役16年が確定。

## 報道
この事件は被害者・加害者が女性同士であったため、当初から複数犯説が取りざたされた。理由として、本事件の猟奇性が強いため。特にJR熊本駅で発見された胴体には乳房や内臓などをえぐり取るなど激しい損壊が加えられており、マスコミ各社が事件の猟奇性や異常性を強調しすぎたからである。犯人逮捕後も、「犯人と交友の男性聴取」「知人男性宅から血痕反応」などの憶測記事が続いた。しかし実際は力の弱い女性が遺体を運搬するために解体を行ったことが判明し、その後の警察の捜査でも共犯者の存在はないと断定された。しかし犯人逮捕後も、地元ではしばらくその噂が絶えなかったという。
また、この事件は犯人がレンタカーを遺体の運搬に使用した際、自動車ナンバー自動読取装置（Nシステム）にナンバープレートが読み取られたことにより犯人逮捕に大きな影響を与えたといわれている。これは同時期に起きた富士フイルム専務殺人事件や、オウム真理教事件でも犯人逮捕の決め手となっている。

## 関連書籍
- 龍田恵子『バラバラ殺人の系譜』青弓社、1995年11月24日。ISBN 978-4787231161。
- 城戸文子『告白　美容師バラバラ殺人事件』リヨン社、1997年1月。ISBN 978-4576961873。